# Asilus baletus
Asilus baletus är en tvåvingeart som beskrevs av Walker 1849. Asilus baletus ingår i släktet Asilus och familjen rovflugor. Inga underarter finns listade i Catalogue of Life.